# Мезговці (Светий Томаж)
Мезговці (словен. Mezgovci) — поселення в общині Светий Томаж, Подравський регіон‎, Словенія.